# Juha-Matti Räsänen
Juha-Matti Räsänen, född 19 maj 1974, är en finsk tyngdlyftare från Kuopio. Han började träna 1995, började tävla som amatör 1996 och blev professionell 2000. 
Räsänen håller för närvarande rekordet i att kasta en 60 kg tung man. Rekordet är på 5,4 meter och slogs i Spanien i juli 2006.